# Zabernaffären

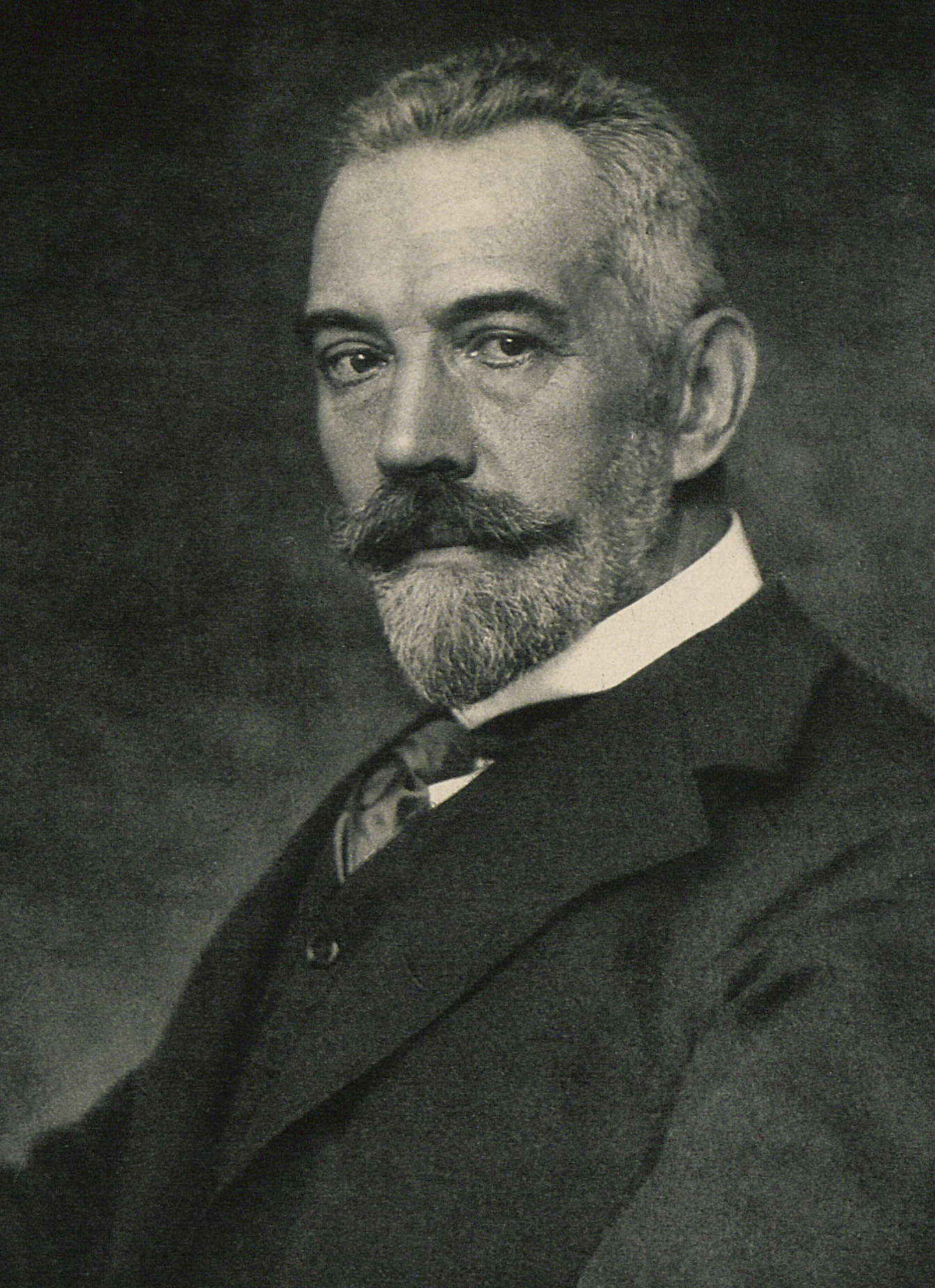
Theobald von Bethmann Hollweg (1856–1920), tysk rikskansler 1909–1917

Zabernaffären kallas en för tysk militäranda före första världskriget betecknande episod 1913, som då väckte stort uppseende även utanför Tysklands gränser. 
I den lilla elsassiska staden Zabern hade slitningar länge förekommit mellan garnisonens officerare och den civila befolkningen. En ung löjtnant Forstner hade sagt till sina rekryter att militären inte fick låta sig ostraffat hånas och att en soldat, som dödade en "wackes" (nedsättande benämning på infödda elsassare), som skymfat honom, skulle gå fri från straff och i stället få en penningbelöning. 
Yttrandet omnämndes i ortspressen och föranledde bullrande demonstrationer mot löjtnant Forstner. Vid ett sådant tillfälle i november 1913 förföljde Forstner en demonstrerande gesäll och slog till honom med sin sabel. Nya demonstrationer följde och föranledde militärbefälet att beordra soldaterna att arrestera alla civila som inte genast avlägsnade sig. Soldaterna arresterade då 27 personer (varav åtskilliga icke-demonstranter) och instängde dem över natten i kasernens kolkällare. 
Dessa händelser framkallade stark upphetsning i hela Tyskland, i all synnerhet som preussiske krigsministern Erich von Falkenhayn i en interpellationsdebatt i riksdagen den 3 december lade mesta skulden på civilbefolkningen och dem, som uppagiterade den mot militären; han sade sig inte kunna ogilla Forstners instruktion till rekryterna att bruka vapen, när de anfölls. Riksdagen uttalade följande dag med 293 röster mot 54 sitt ogillande av regeringsförklaringen.
Forstner ådömdes 19 december av krigsrätt 43 dagars arrest för misshandel och olovligt bruk av vapen, och hans överste, von Reuter, åtalades inför militärdomstolen i Strassburg, eftersom soldaterna utan civil myndighets medverkan fått ingripa för ordningens återställande. För undvikande av nya demonstrationer flyttades regementet till annan garnisonsort. 
Militärdomstolen i Strassburg frikände överste von Reuter i januari 1914, och samtidigt upphävde en militär appellationsdomstol domen över Forstner, varpå följde en ny interpellationsdebatt i tyska riksdagen den 24 januari, då rikskanslern Theobald von Bethmann Hollweg till försvar för överste von Reuters åtgörande åberopade en preussisk kabinettsorder från 1820 om rätt i undantagsfall till militärt ingripande utan begäran från civila myndigheter. Denna kabinettsorder förklarades sedermera (april samma år) upphävd.
Hela Zabernaffären fick genom pressens inverkan oväntat stora dimensioner, skärpte motsatsen mellan myndigheter och fransksinnad civilbefolkning i Elsass och framställdes ofta utomlands som bevis på att "militarism" och "junkeranda" var allrådande i Tyskland.